# عقدة العجائز
عقدة العجائز هي عقدة لربط حبل حول جسم. تُعدّ أقل شأنا من العقدة الشراعية التي تشبهها ظاهريا. لا ينبغي استخدام أي من هذه العقد عقدة ثني لربط حبلين معًا.